# Karl Ferdinand Kratzl
Karl Ferdinand Kratzl (* 27. November 1953 in Wien) ist ein österreichischer Kabarettist, Schauspieler und Autor.

## Leben
Er begann seine Laufbahn beim Theater. Zwischen 1971 und 1974 war er Mitglied der „Youth Drama Group“, dann bis 1976 beim „Ensemble K“. Ab 1978 wirkte er bis 1982 beim „Serapionstheater“ mit. 1991 arbeitete er eine Saison lang beim „Schauspielhaus Wien“. Danach folgten die ersten Filme (1989: Landläufiger Tod, Regie: Michael Schottenberg an der Seite von Paulus Manker), sowie die Auszeichnungen Salzburger Stier und der Förderpreis des Deutschen Kabarettpreises im Jahr 1992.
1997 hatte er als Mündl eine markante Nebenrolle in Hinterholz 8.
1997 und 98 spielte er unter Felix Dvoraks Regie bei den Berndorfer Festspielen zuerst den  Oskar in "Geschichten aus dem Wienerwald" und dann den Kreisleiter in               "Zwölfeläuten".
Größere Bekanntheit erlangte er ab 1998 als Herr Claus in der erfolgreichen österreichischen Fernsehserie MA 2412 und im gleichnamigen Kinofilm.
Im Jahr 2000 veröffentlichte er das Buch „Au! Schau: Himmel, Jö!“, eine Sammlung absurder Kurzgeschichten.
2001 wurde das Theaterstück „Justus Neumann erschlägt sich mit dem Bügeleisen“ uraufgeführt, das er zusammen mit Justus Neumann geschrieben hat.
2002 erfolgte die Uraufführung seines Theaterstücks „Parzifal“. 2008 wurde sein Stück „Das Konzert der Frösche“ als Figurentheater für Kinder ab 3 Jahren im Wiener Figurentheater LILARUM uraufgeführt.
Ab November 2008 stand er im Linzer Theater Phönix in der erfolgreichen Farce „Der Zwerg ruft“ auf der Bühne. Ab 12. Jänner 2009 sinniert er in der Phönix-Eigenproduktion „In Love with Adolf“ über eine Ehe mit Adolf Hitler nach, wobei die Sterne zu Rate gezogen werden, ein Liebeshoroskop erstellt wird und Einblick in ein fiktives Zusammenleben gegeben wird. Die Musik zu dieser Satire wird von Theo Helm beigesteuert.

## Kabarett-Programme (Auswahl)
- 1991: Bist Du einsam heut Nacht?, An einem Bächlein helle, Im Liebesrausch
- 1994: Plauderstunde
- 1995: Der Hl. Strohsack
- 1996: Lockende Wildnis
- 1998: Susi, wach auf! Oder Ich komme!
- 2000: Gefundenes Fressen
- 2004: Aus dem Untergrund
- 2007: Mein ist mein ganzes Herz
- 2008: In Love with Adolf

## Filmografie
- 1990: Landläufiger Tod (TV)
- 1991: Der Tankwart (Kurzfilm)
- 1992: Der Diamant des Geisterkönigs (TV)
- 1993: Die Rebellion (TV)
- 1994–2002: Kommissar Rex (Fernsehserie, 3 Folgen)
- 1995: Exit II – Verklärte Nacht
- 1996: Charms Zwischenfälle
- 1997: Blutrausch
- 1997: Qualtingers Wien
- 1997: In Schwimmen-Zwei-Vögel
- 1997: Die Knickerbocker-Bande: Wo ist der Millionenstorch?
- 1996–1998: Kaisermühlen Blues (Fernsehserie, 5 Folgen)
- 1998–2002: MA 2412 (Fernsehserie, 34 Folgen)
- 1998: Hinterholz 8
- 1998: Suzie Washington
- 1999: Schlosshotel Orth: Biker (Fernsehserie)
- 1999: Wanted
- 1999: Fink fährt ab
- 2000: Julia – Eine ungewöhnliche Frau: Scheidungen (Fernsehserie)
- 2000–2008: Trautmann (Fernsehserie, 9 Folgen)
- 2001: Zwölfeläuten (TV)
- 2003: MA 2412 – Die Staatsdiener
- 2005: Schön, dass es dich gibt (TV)
- 2005: Zwei Weihnachtshunde (TV)
- 2006: Mutig in die neuen Zeiten: Nur keine Wellen (TV)
- 2008: Mutig in die neuen Zeiten: Alles anders (TV)
- 2008: Oben ohne: Die Kündigung (Fernsehserie)
- 2010: Kottan ermittelt: Rien ne va plus
- 2013: Das Begräbnis des Harald Kramer (Kurzfilm)